# Cophura tanbarki
Cophura tanbarki là một loài ruồi trong họ Asilidae. Cophura tanbarki được Wilcox miêu tả năm 1965. Loài này phân bố ở vùng Tân Bắc giới.